# Xylocopa nasalis
Xylocopa nasalis är en biart som beskrevs av John Obadiah Westwood 1842. Den ingår i släktet snickarbin och familjen långtungebin. Inga underarter finns listade i Catalogue of Life. Arten förekommer i Sydöstasien och Kina.

## Beskrivning
Xylocopa nasalis är ett påtagligt stort, robust bi med en kroppslängd på 25 till 30 mm hos honan, 26 till 30 mm hos hanen, och en längd på framvingen (den längsta vingen) på 18 till 29 mm för honan respektive 23 till 26 mm för hanen. Grundfärgen är svart, med ingen till gles, svart behåring, utom på de bakre skenbenen, som har kraftiga buskar av svart päls. Hanen har dessutom vitgula hår på främre delen av mellankroppen. Vingarna är mörka, hos hanen med violett ton vid basen som övergår till en gröngul glans.

## Utbredning
Utbredningsområdet omfattar Myanmar, Kina (Yunnan, Guangxi, Hunan, Sichuan, Jiangsu, Zhejiang och Fujian), Madagaskar, Indien, Sri Lanka, Thailand, Malaysia, Indonesien (Java), Filippinerna och Palau.

## Ekologi
Habitatet utgörs av lantliga områden, inklusive odlade biotoper.
Arten är polylektisk, den flyger till blommande växter från många olika familjer. Pollen samlas framför allt från bokväxter, ärtväxter och havtornsväxter, men även fackelblomsväxter, teväxter, sumakväxter, törelväxter, valnötsväxter, kallaväxter, brakvedsväxter, akantusväxter, kaprifolväxter och halvgräs används som källor.. Också nektar hämtas från flera familjer.
Xylocopa nasalis kan både vara solitär och primitivt social; det förekommer att ett antal unga honor stannar kvar i boet och hjälper sin mor med sysslorna. Som hos de flesta snickarbin (med undantag för undersläktet Proxylocopa) grävs boet ut i dött eller döende trävirke. Undersläktet Biluna, som denna art tillhör, har specialiserat sig på att bygga bona i form av ogrenade rör i bambustammar.

## Ekonomisk betydelse
Arten är, liksom flera av sina släktingar, en mycket skicklig pollinatör, i många fall bättre än honungsbin. Det har därför föreslagits att arten tillsammans med sina nära släktingar kunde användas kommersiellt för pollenering, i synnerhet av passionsfrukter, växthusodlade tomater och honungsmeloner.